# Jeff Beal
Pour les articles homonymes, voir Beal.
Jeff Beal est un compositeur américain, né le 20 juin 1963 à Hayward, en Californie (États-Unis). On le connaît surtout pour son habillage musical (génériques inclus) des séries télévisées Monk, La Caravane de l'étrange ainsi que Rome ou House of Cards.

## Filmographie

### Cinéma
- 1989 : Cheap Shots
- 1994 : Ring of Steel
- 1994 : The Fence
- 1996 : First Love, Second Planet
- 1996 : Love Is All There Is de Joseph Bologna et Renée Taylor
- 1996 : Power 98
- 1997 : Guy
- 1998 : Lookin' Italian
- 1999 : New York Aria (Harlem Aria)
- 2000 : Mambo Café
- 2000 : Pollock
- 2001 : A Gentleman's Game
- 2002 : Crazy Jones
- 2002 : Sans motif apparent (The House on Turk Street)
- 2002 : No Distance Too Far
- 2002 : Tibet: Cry of the Snow Lion
- 2004 : In the Realms of the Unreal
- 2005 : Emmanuel's Gift
- 2007 : Ping Pong Playa
- 2008 : The Deal, de Steven Schachter
- 2008 : Appaloosa
- 2021 : JFK Revisited : Through the looking glass d'Oliver Stone

### Télévision
- 1994 : Un coupable idéal (Jonathan Stone: Threat of Innocence) (TV)
- 1996 : Abus d'influence (Undue Influence) (TV)
- 1997 : Double vie (Lies He Told) (TV)
- 1997 : Une sacrée vie (Nothing Sacred) (série télévisée)
- 1998 : L.A. Docs (L.A. Doctors) (série télévisée)
- 1999 : Associées pour la loi (Family Law) (série télévisée)
- 2002 : Joe and Max (TV)
- 2002 : Door to Door (TV)
- 2002 : The Secret Life of Zoey (TV)
- 2002 : Conviction (TV)
- 2002 : Monk (série télévisée)
- 2003 : La Caravane de l'étrange (Carnivàle) (série télévisée)
- 2003 : Twelve Mile Road (TV)
- 2004 : It Must Be Love (TV)
- 2004 : Ike: Countdown to D-Day (TV)
- 2004 : Trace Evidence: The Case Files of Dr. Henry Lee (série télévisée)
- 2004 : The Buried Secret of M. Night Shyamalan (TV)
- 2004 : Back When We Were Grownups (TV)
- 2004 : Le Bonnet de laine (The Wool Cap) (TV)
- 2005 : Stone Cold (TV)
- 2005 : Rome (série télévisée)
- 2005 : The Engagement Ring (TV)
- 2006 : Jesse Stone: Night Passage (TV)
- 2006 : The Water Is Wide (TV)
- 2006 : Jesse Stone: Death in Paradise (TV)
- 2006 : Rêves et Cauchemars (feuilleton TV)
- 2006 : Ugly Betty (série télévisée)
- 2007 : The Company (série télévisée)
- 2008 : The Russell Girl (TV)
- 2008 : Flirt à Hawaï (Flirting with Forty) (TV)
- 2009 : Un mariage de raison / L'Amour plus fort que la raison (Loving Leah) (TV)
- 2013 : House of Cards (série télévisée)
- 2014 : Big Driver (téléfilm)
- 2017 : Gypsy (série télévisée)
- 2020 : Challenger: The Final Flight (documentaire)